# 保有水平耐力
保有水平耐力（ほゆうすいへいたいりょく）は、建築物が保有する水平方向の耐力である。建築物の一部又は全体が地震力の作用によって崩壊メカニズムを形成する場合において、各階の柱、耐力壁及び筋かいが負担する水平せん断力の和として求められる。
建築物における地震力に対する各階の必要保有水平耐力(Qun)は次式で計算される。建築物の保有水平耐力(Qu)は、必要保有水平耐力(Qun)より大きくなければならない。
Qun=Ds × Fes × Qud
Ds：各階の構造特性係数
Fes：各階の形状特性係数
Qud：地震力によって各階に生じる水平力

## 計算の方法
手計算を用いた場合
- 節点振り分け法
- 層モーメント分割法
- 仮想仕事法

電算機を用いた場合
- 荷重増分解析法 - 外力の漸次増分させ、ステップごとの塑性ヒンジや応力状態、変形量を求める方法。崩壊メカニズムに達した時の外力から保有耐力を求める方法。
- 極限解析法 - 仮想仕事法を用いてすべての崩壊メカニズムを求める。そのなかで最も耐力が小さくなる崩壊メカニズムを保有耐力とする方法。
- 変形増分法 - 外力ではなく、変位を漸次増加させていき、ステップごとの荷重の増分を求める方法。荷重増分解析法と逆。

## 保有水平耐力の計算の原則
一次設計の地震作用時の応力算定において算定された部材の弾塑性を適切に表したモデルに一般に増分解析法によって計算する。
想定する外力分布は地震力の作用を近似した水平方向の外力分布に基づくものとし、原則としてAi分布に基づく外力分布とする。外力分布によると、建築物に作用する外力は頂部にいくほど大きくなる傾向をもつ。Ai分布に基づく外力分布で保有水平耐力を求めるとすると必要保有水平耐力の計算において、各層ごとにDs,Fesを定めていることと整合がとれない場合は、Qun分布を外力分布として保有水平耐力を計算してもよい。ただし，DsはAi分布に基づく外力分布を用いて求める。

## 崩壊メカニズムの形
全層の保有水平耐力を算出するとき，Ai分布に基づく外力分布による崩壊メカニズム
- 局部崩壊形
- 全体崩壊形
- 層崩壊形

## 条件
- 地震力と建築物の各部の応力との釣合い条件が満たされているものであること。
- 建築物の各部の応力はどの部分においても各部材の終局耐力を超えないこと。
- 建築物の一部又は全体が崩壊メカニズムの形成条件を満たすこと。

## その他留意すべき事項
- 保有水平耐力の算定は原則として建築物の直交2方向について各正負の地震力を計算する。
- 保有水平耐力の算定の際には特別な場合を除き上下方向の地震力の影響は考慮しない
- 基礎版や杭についても保有水平耐力時の検討を行う
- 柱はりの長期曲げモーメントの保有水平耐力に対する影響は、ピロティ形式の建築物や大スパンのはり等特別な場合を除き考慮しなくてもよい。
- 脆性的な破壊をする部材を持つ建築物等の保有水平耐力は、原則は破壊するときの変形状態において各部材が負担する水平せん断力の和として求める必要がある。

## 耐力壁等に対する境界効果
耐力壁等の保有水平耐力については、それに連続している境界ばりや直交ばりの影響が非常に大きい。これを無視した場合には、考慮した場合に比べて保有水平耐力は小さく算出されて、安全側の算定となる。これに対し靭性を評価する点では，耐力壁の崩壊メカニズムを正しく評価できないため、境界効果の無視は危険側の仮定となる。